# Alameda Oriente

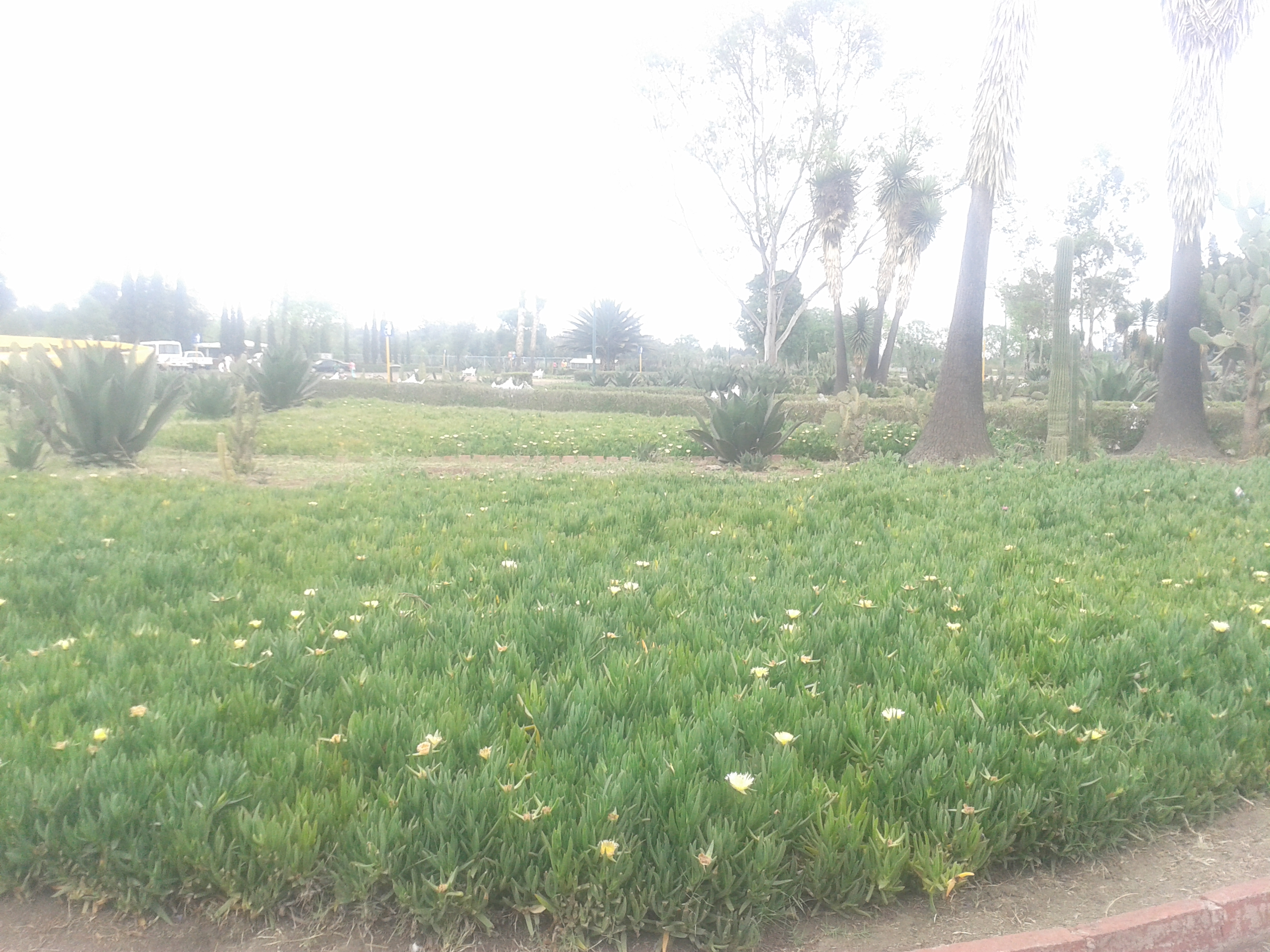
Zona de vegetación de la Alameda Oriente

La Alameda Oriente es un parque ecológico que se encuentra ubicada en la Alcaldía  Venustiano Carranza y cuenta con 9 zonas en las que se ofrece una gran variedad de actividades y espacios recreativos. Este parque cuenta con una superficie total de 82.9 hectáreas divididas en diferentes tipos de zonas, entre las cuales se pueden encontrar instalaciones deportivas, recreativas, áreas verdes y jardín. Todo este ambiente se encuentra rodeado por diferentes especies de árboles y setos; así como un vivero y un lago artificial.

## Historia
La Alameda Oriente anteriormente era la Laguna de Xochiaca y fue utilizada durante muchos años como receptor de las aguas de desechos del aeropuerto, por lo que sus características comenzaron a cambiar con el paso de los años, hasta que adquirió las de una laguna de estabilización para pura materia orgánica, lo que trajo como consecuencia que las aguas de Laguna de Xochiaca perdieran su calidad. Aunado a esto, la gente también comenzó a arrojar basura con mayor regularidad y en mayores cantidades, a tal grado de que se llegaron a arrojar animales muertos y escombros, por lo que se rompió el equilibrio ecológico de esta laguna y de la zona que la rodeaba.
Las autoridades del Gobierno de la Ciudad de México al ver el impacto negativo que traía la contaminación de este sitio, decidieron restaurarlo con la creación del Proyecto Xochiaca que adquirió el nombre de "Alameda Oriente". Con este proyecto se pretendió sanear y rehabilitar 90 hectáreas, y se estableció como principal objetivo el establecimiento y desarrollo de flora y fauna en forma inducida o natural, pero sin afectar las necesidades de los habitantes del entorno.
La realización de este proyecto trajo consecuencia la reubicación del tiradero de la basura, así como la de los pepenadores que habitaban el sitio. Fue así como el 24 de agosto de 1987 fue clausurado oficialmente como tiradero El sitio Bordo Xochiaca por las autoridades del Departamento del Distrito federal.

## Impacto Ambiental
El caso de la Laguna de Xochiaca fue un caso más de muchos que han existido en México y que existen en la actualidad; un ecosistema que se encontraba bajo condiciones de severa contaminación, en donde también se ve afectando el entorno, ya que la reproducción de fauna nociva y de malos olores va en constante aumento, además de que se da una mala imagen a la comunidad que los rodea.
El término de la construcción de la ALAMEDA ORIENTE, dio solución a los problemas de contaminación que se presentaban en esta zona ya que han sido atacados para el beneficio de la comunidad en general.

## Especies

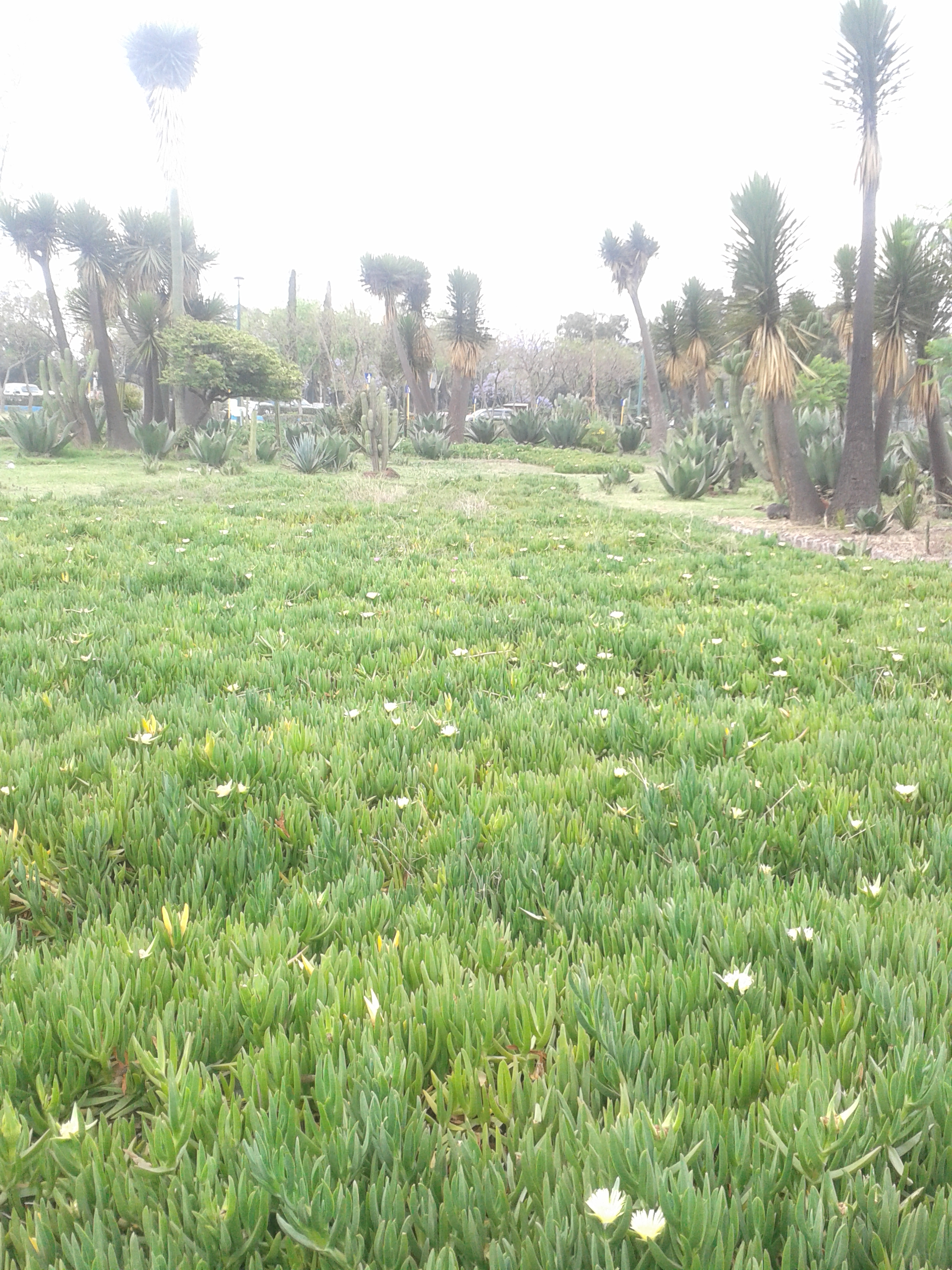
Zona de Especies

En ella se pueden encontrar diferentes tipos de especies forestales como lo son:
- Acacia
- Eucalipto
- Casuarina
- Palmera
- Álamo
- Fresno
- Pirul
- Ciprés Italiano
- Cedro Limn
- Pino
- Jacarandá
- Tamarix
- Ahuejote
- Calistemo
- Colorn
- Pirul de Brasil
- Olmo

Así mismo también cuenta con diferentes tipos de especies de setos, entre las cuales están:
- Arrayán
- Clavo
- Cedro bco.
- Eucalipto
- Junipero
- Piracanto

## Servicios
La Alameda Oriente cuenta con servicios como:
- Estacionamiento.
- Canchas deportivas de frontón
- Canchas deportivas de fútbol
- Canchas deportivas de basquetbol
- Zona de juegos mecánicos
- GO-CARS